# 斯特蘭傑角
斯特蘭傑角（英語：Stranger Point），是南極洲的海岬，位於南設得蘭群島的喬治王島南端，在1960年由英國南極名稱諮詢委員會命名，現時由南極條約體系管理。